# Лагарьков, Андрей Николаевич
Андре́й Никола́евич Лагарько́в (род. 8 августа 1939, Москва) — советский и российский физик, академик РАН (с 2011; член-корреспондент с 2000). Директор, затем научный руководитель Института теоретической и прикладной электродинамики РАН.

## Биография
В 1963 году окончил Московский энергетический институт. 
Научная карьера А. Н. Лагарькова началась в конце 1960-х годов в теоретическом отделе Института высоких температур АН СССР, которым руководил Леонид Михайлович Биберман.
- В 1967 году им была защищена кандидатская диссертация.
- В 1977 за работу «Некоторые вопросы теории явлений переноса» Лагарькову присуждена степень доктора физико-математических наук.
- В 1989 году А. Н. Лагарьков возглавил созданный по его инициативе Научный центр.
- В 1999 году — Институт теоретической и прикладной электродинамики Объединённого института высоких температур РАН, ставший в 2007 году самостоятельным учреждением РАН.
- В 2000 году Лагарьков избран членом-корреспондентом.
- В 2011 году — действительным членом РАН.
- В 2013 году избран академиком-секретарём Отделения энергетики, машиностроения, механики и процессов управления РАН.

Дочь — биотехнолог М. А. Лагарькова (род. 1966).

## Научные достижения
Главными направлениями научной деятельности являются исследования в области метаматериалов, радиопоглощающих покрытий, наносенсоров и других смежных областей физики наноструктур.